# مروان بن عبد الملك
أبو عبد الملك مروان بن الخليفة عبد الملك بن الخليفة مروان بن الصحابي الحكم بن أبي العاص بن أُمية الأموي القرشي، تابعي وأمير وقائد عسكري من أهل دمشق. كما وصى أبوه عبد الملك بن مروان بإعطاؤه الخلافة مع شقيقه يزيد بن عبد الملك.
في عام 93 هـ أرسله أخوه الوليد بن عبد الملك على رأس جيش لغزو أرض الروم فبلغ أرضا يُقال لها حنجرة ففتحها. أُمّه هيّ السيدة عاتكة بنت الخليفة يزيد بن الخليفة والصحابي معاوية بن الصحابي أبي سفيان بن حرب بن أُمية.

## نسبه
- هُوّ: مروان بن الخليفة عبد الملك بن الخليفة مروان بن الصحابي الحكم بن أبي العاص بن أُمية بن عبد شمس بن عبد مناف بن قصي بن كلاب بن مرة بن كعب بن لؤي بن غالب بن فهر بن مالك بن قريش بن كنانة بن خزيمة بن مدركة بن إلياس بن مضر بن نزار بن معد بن عدنان.
- أُمه: عاتكة بنت يزيد بن معاوية بن أبي سفيان بن حرب بن أُمية بن عبد شمس بن عبد مناف بن قصي الأموية القرشية.

## عائلته
جد أبيه هُوّ الصحابي الحكم بن أبي العاص، وجده مروان بن الحكم كان خليفةً وفقيهاً واختلف العلماء بعضهم قال أنّه صحابي والبعض الآخر قالوا أنّه عاش في حياة النبي محمد ولكنه لم يقابله، ووالده هُوّ أمير المؤمنين الخليفة عبد الملك بن مروان مؤسس الدولة الأموية الثانية ومن ثبت قواعدها وأعاد مجدها وهيبتها، وله من الإخوة لأبيه الكثير، منهم: الخليفة الوليد بن عبد الملك، والخليفة سليمان بن عبد الملك، والخليفة هشام بن عبد الملك، والقائد العسكري مسلمة بن عبد الملك، وفاطمة بنت عبد الملك زوجة ابن عمه الخليفة عمر بن عبد العزيز. أما أشقاؤه أي إخوته من أبيه وأمه فأشهرهم كان الخليفة يزيد بن عبد الملك، ومعاوية بن عبد الملك بن مروان.
ومن أعمامه عبد العزيز بن مروان والي مصر، ووالد الخليفة عمر بن عبد العزيز، ومن أعمامه أيضًا محمد بن مروان والد الخليفة الأموي الأخير مروان بن محمد. وهُوّ أيضًا عمٌ للخليفة الوليد بن يزيد، والخليفة يزيد بن الوليد بن عبد الملك، والخليفة إبراهيم بن الوليد بن عبد الملك.
أما من جهة أُمّه عاتكة بنت يزيد فإنّه يُعتبر من أحفاد الخليفة يزيد بن معاوية، وابن حفيدة الصحابي والخليفة معاوية بن أبي سفيان، وحفيد حفيد الصحابي أبي سفيان بن حرب، وأيضًا يُعتبر الخليفة معاوية بن يزيد خاله، والكيميائي خالد بن يزيد بن معاوية خاله أيضًا، وأيضًا من أخواله الفقيه عبد الرحمن بن يزيد بن معاوية.

## توصيته للخلافة وموته قهراً وغبناً
كان مروان يتمتع بصفات الخلفاء ولديه من الفضائل ما لديه، وإضافة إلى ذلك هُوّ ابن عاتكة بنت يزيد وأجداده وآباءه خلفاء من الجهتين، وقد كان عبد الملك بن مروان أخذ ولاية العهد لابنيه الوليد بن عبد الملك وسليمان بن عبد الملك من زوجته ولادة بنت العباس بن جزى بن الحارث بن زهير العبسيّة الغطفانية، وقال عبد الملك بن مروان بعد ذلك لهما: «لتُبايعنَّ لأحد ابنيّ عاتكة»، أي اشترط عليهما أن يجعلا أحد أبناء عاتكة خليفةً وإذا ما كُتِبت الخلافة لأحد من أبناء زوجته الأُخرى عاتكة بنت يزيد فعليهما مُبايعتهما، وعاتكة أنجبت له ثلاث أبناء هُم مروان والخليفة يزيد بن عبد الملك ومعاوية، وكان مروان أكبرهم. وكان مروان هُوّ المرجح والمرشح الأول للخلافة من أبناء عاتكة، وكان الجميع يعلمون بصيرورة الخلافة إليه.
وفي خلافة الوليد بن عبد الملك خرج الوليد ومعه أخوه مروان وابن عمهم الخليفة المستقبلي عمر بن عبد العزيز، ووصلوا في سفرهم إلى وادٍ بين منطقة تبوك وبين منطقة المدينة المنورة وتحديداً وادي القرى، وخيّم عمر والوليد ومروان فيه.
وأثناء ذلك كان الوليد ومروان يتحاوران في أمرٍ ما، وعمر بن عبد العزيز مُنشغِل عنهما، ولم ينتبه لهما إلا لمّا غضب الوليد من مروان ورفع صوته عليه وبدأ يسوء الحديث معه ويقذع بالكلام فقال كلمة جعلت ثائرة مروان تثور، فأراد مروان الرد عليه، ولكنَّ عمر بن عبد العزيز تنبه فسارع إلى مروان وأمسكه، ووضع يديه على فمه، وقال له: «ناشدتك الله يا أبا عبد الملك، ثُمّ بالرَّحِمَ، أخوكَ وإمامُكَ، وله السِّن عليكَ!»، يقصد عمر لأجل الله ولأجل القرابة والدم الذي يجمعهما، ولأنّه أخوه وخليفته وولي أمره الذي بايعه، ولأجل أنّه أكبر منه بالسِّن فليتركه ويسامحه، فظلَّ عمر يكتم فم مروان بيديه ويرجو ألا يتشاجر ويختلف مع أخيه لأجل مشادة بسيطة إلى أن سكت، فتركه عمر بن عبد العزيز، فقال مروان له: «قتلتني والله يا أبا حفص!، رددتَ غيظي في جوفي»، يقصد أنّه بفعلته هذه قتله إذ كتم عصبيته وغضبه وغيظه، ولم يسمح له بتفريغ ما فيه، وبهذه الفعلة قهره وسبب له الغبن والغبن في اللغة العربية هُوّ لوعة تكون في الصدر وحرقة في القلب وحسرة، تُسبب الألم النفسي وهو من أشد الأحزان، وإن كتمه صاحبه ولم يبح به قد يسبب الموت له وإن كان معافى البدن حسن الصحة.
لمّا قال ذلك خاف عُمر عليه وقال: «كلاَّ يا أبا عبد الملك, إن شاء الله»، وكان مروان مقهوراً ومهموماً مما حدث ومن فعل عمر معه، فلم يحل المساء حتى وجدوهـ ميتاً، ويقول المؤرخون أنّ الوليد وعمر ومن معهم لم يتركوا الوادي إلا وقد دفنوا مروان الذي مات من غبن عمر والوليد له.
فجزع الوليد بن عبد الملك لذلك كثيراً، وندم على فعله ووَجَدَ على أخيه وجداً شديداً والوجد هو الحزن والشوق الشديد. وقال أحد الشعراء في قصة مروان:
وفي رواية أُخرى أنَّ ذلك حدث في دمشق أثناء خلافة سليمان بن عبد الملك مع سليمان، إذ تشاجر معه فقال له سليمان شيئاً ففعل معه عمر بن عبد العزيز ما فعل في الرواية السابقة، فلم يأتي الليل إلا وقد مات مروان من غيظه، فضاق سليمان واضطرب لأجل أخيه، ولم يتناسى ما حدث بسبب شجاره إلا بعد مرور الوقت.
وقد روى الشعبي رواية أُخرى عن موت مروان، وأنّه توفيّ بعهد خلافة أبيه عبد الملك بن مروان فلمّا مات جزع عليه جزعاً شديداً، فخرج بنفسه ودفنه بيديه. وفي وقتٍ لاحق أراد زيارة قبره فعِلمَ بذلك أولاده فحضروا جميعهم ولم يتخلف منهم أحد، وأتى كُلِّ شخص من قبيلة بني أمية في دمشق. وعندما وقف عبد الملك على قبره بكى بكاءً شديداً، ثُمّ أنشد:
ثُمّ قال لخادمه: «يا غلام قرب دابتي»، أي أحضر فرسي، فركبها، وقال مُوادِّعاً ابنه: